# بنی فیلیپس
بنی فیلیپس (انگلیسی: Benny Phillips؛ زادهٔ ۹ ژوئن ۱۹۶۰) بازیکن فوتبال اهل بریتانیا می باشد.
از باشگاه‌هایی که در آن بازی کرده است می‌توان به باشگاه فوتبال مکلسفیلد تاون، باشگاه فوتبال کرو آلکساندرا، باشگاه فوتبال بری، باشگاه فوتبال بارو، باشگاه فوتبال ویتون آلبیون، باشگاه فوتبال وینسفورد یونایتد، باشگاه فوتبال استالی‌بریج سلتیک، باشگاه فوتبال باکستون، باشگاه فوتبال درویلزدن، و باشگاه فوتبال کرزن اشتون اشاره کرد.